# Katie Meili
Catherine Michelle "Katie" Meili (ur. 16 kwietnia 1991 w Carrollton) – amerykańska pływaczka specjalizująca się w stylu klasycznym, medalistka igrzysk olimpijskich w Rio de Janeiro.

## Kariera pływacka
Podczas igrzysk panamerykańskich w 2015 roku zdobyła złoty medal na dystansie 100 m stylem klasycznym i z czasem 1:05,64 ustanowiła nowy rekord zawodów. Wywalczyła także złoto w sztafecie 4 × 100 m stylem zmiennym i srebro w konkurencji 4 × 100 m stylem dowolnym.
Na igrzyskach olimpijskich w 2016 roku uzyskując w finale czas 1:05,69 zajęła trzecie miejsce na dystansie 100 m stylem klasycznym. Meili swój drugi medal olimpijski zdobyła, płynąc w eliminacjach sztafet 4 × 100 m stylem zmiennym. Ostatecznie reprezentacja Stanów Zjednoczonych wywalczyła w finale tej konkurencji złoty medal.
Rok później, podczas mistrzostw świata w Budapeszcie zdobyła trzy medale. Indywidualnie była druga w konkurencji 100 m żabką, kończąc wyścig z czasem 1:05,03. Na dystansie dwukrotnie krótszym zdobyła brąz, uzyskawszy czas 29,99. Meili płynęła także w eliminacjach sztafet kobiecych 4 × 100 m stylem zmiennym i otrzymała złoty medal po tym, jak Amerykanki zwyciężyły w finale.

## Życie prywatne
Jej rodzinnym miastem jest Colleyville. W 2013 roku ukończyła psychologię na Uniwersytecie Columbia.